# Царимир
Царимир е село в Южна България. То се намира в община Съединение, област Пловдив. На 25 км северно от Пловдив. Името на селото до 1934 година е Даутларе.

## География
Царимир е село, богато на история. Преди време царимирци са живеели в две махали, разделяни от главния път. Едните били маджури, а другите капуци. Дълги години двете съседни махали били в конфликт. Било невъзможно да си вземеш булка или мъж от другата махала. Даже имали две гробища, два магазина за хляб и две училища. И всичко това продължило толкова дълго, че историята не си спомня каква била причината, довела до тази кавга. Сега е останал само спомена и всички гледаме с присмех на това, което са правели нашите дядовци и баби. Днес всички царимирци са сплотени. Основните поминъци в селото са животновъдството и земеделието. В района има няколко овощни градини. Всеки един празник се празнува „по царимирски“ – с песни, танци и най-вече глъчка до зори.

## Културни и природни забележителности
Селото има много красива стара църква, читалище с безплатен интернет за ползване от всички и аязмо с лековита вода за очите, няколко хранителни магазина и кафенета, кабелна телевизия и интернет, много добре поддържан стадион, на който се провеждат редовно срещи на футболния отбор „Тракия“ от с. Царимир. Наблизо се намира язовир Пясъчник, няколко местни развъдници за риба – чудесни мeста за почивка и успешен риболов. Има и местна ловна дружина. Оркестър Царимир радва любителите на народната музика със своите изпълнения. Родом от Царимир са много българи, прославили България, като Асен Златев – удостоен със званието „Почетен гражданин на Пловдив“ през 2000 година. Иван Недялков Стоицов – световния шампион по вдигане на тежести и др.

## История
Около селото се намират тракийски надгробни могили. Едната се нарича Кушутепенска могила и се намира на 1,5 км източно от селото и „Рошава“ могила разположена на север. Селищата са датирани от края на бронзовата и началото на старожелязните епохи.

## Редовни събития
На 24 май е съборът на селото. Още вечерта на 23-ти започва веселието с много песни, ядене и пиене. Съборът се съпътства от състезания по борба, празненство за малчуганите и други.
Тодоровден също е голям празник за селото. Отпразнува се с конни надбягвания, много музика и веселие.
Един от старите народни обичай, който се празнува в с. Царимир е „Муфканица“, наричан още „Власовден“. С този обичай се почитат кравите и воловете – най-добрите помощници в миналото на селските стопани, затова се нарича още „Ден на волското здраве“. Празнува се на 11 февруари. Започва с палене на голям огън от най-възрастните мъже в селото. На този ден жените месят пити, момите правят баници и всички се събират около огъня облечени в народни носии. Младите мъже прескачат огъня за здраве. В разгара на игрите и хората около огъня, се краде и най-хубавата мома от селото. Момата я грабват от хорото, качват я на каруца с хубав кон и я отвеждат в дома на ергена.

## Известни личности
- Асен Златев – щангист, олимпийски шампион-Москва'80